# Гобсон (Монтана)
Гобсон (англ. Hobson) — місто (англ. city) в США, в окрузі Джудит штату Монтана. Населення — 179 осіб (2020).

## Географія
Гобсон розташований за координатами 46°59′59″ пн. ш. 109°52′27″ зх. д. / 46.99972° пн. ш. 109.87417° зх. д. (46.999835, -109.874131).  За даними Бюро перепису населення США в 2010 році місто мало площу 0,62 км², уся площа — суходіл. В 2017 році площа становила 0,55 км², уся площа — суходіл.

### Клімат
| Клімат : Гобсон       | Клімат : Гобсон | Клімат : Гобсон | Клімат : Гобсон | Клімат : Гобсон | Клімат : Гобсон | Клімат : Гобсон | Клімат : Гобсон | Клімат : Гобсон | Клімат : Гобсон | Клімат : Гобсон | Клімат : Гобсон | Клімат : Гобсон | Клімат : Гобсон |
| Показник              | Січ.            | Лют.            | Бер.            | Квіт.           | Трав.           | Черв.           | Лип.            | Серп.           | Вер.            | Жовт.           | Лист.           | Груд.           | Рік             |
| Середній максимум, °C | −1,1            | 2,8             | 8,3             | 13,9            | 19,4            | 25,0            | 28,9            | 28,9            | 22,2            | 15,6            | 6,1             | 0,6             | 13,9            |
| Середній мінімум, °C  | −17,2           | −12,8           | −7,2            | −1,7            | 3,9             | 8,9             | 10,6            | 10,0            | 3,9             | −2,2            | −9,4            | −14,4           | −2,2            |
| Норма опадів, мм      | 15              | 8               | 18              | 28              | 71              | 46              | 46              | 36              | 25              | 18              | 13              | 13              | 343             |
| --------------------- | --------------- | --------------- | --------------- | --------------- | --------------- | --------------- | --------------- | --------------- | --------------- | --------------- | --------------- | --------------- | --------------- |
| Джерело: Weatherbase  |                 |                 |                 |                 |                 |                 |                 |                 |                 |                 |                 |                 |                 |

## Демографія
Згідно з переписом 2010 року, у місті мешкало 215 осіб у 98 домогосподарствах у складі 63 родин. Густота населення становила 346 осіб/км².  Було 123 помешкання (198/км²).
Расовий склад населення:
| - 98,1 % — білих - 1,9 % — корінних американців |

До двох чи більше рас належало 0,0 %. Частка іспаномовних становила 0,5 % від усіх жителів.
За віковим діапазоном населення розподілялося таким чином: 21,4 % — особи молодші 18 років, 53,0 % — особи у віці 18—64 років, 25,6 % — особи у віці 65 років та старші. Медіана віку мешканця становила 48,4 року. На 100 осіб жіночої статі у місті припадало 87,0 чоловіків;  на 100 жінок у віці від 18 років та старших — 92,0 чоловіків також старших 18 років.
Середній дохід на одне домашнє господарство  становив 56 077 доларів США (медіана — 48 750), а середній дохід на одну сім'ю — 73 182 долари (медіана — 59 306). За межею бідності перебувало 10,6 % осіб, у тому числі 5,9 % дітей у віці до 18 років та 13,8 % осіб у віці 65 років та старших.
Цивільне працевлаштоване населення становило 132 особи. Основні галузі зайнятості: освіта, охорона здоров'я та соціальна допомога — 28,8 %, транспорт — 13,6 %, роздрібна торгівля — 12,9 %, мистецтво, розваги та відпочинок — 12,9 %.